# Аксой, Фатих
Фатих Аксой (тур. Fatih Aksoy; 6 ноября 1997 года, Ускюдар) — турецкий футболист, защитник клуба «Аланьяспор».

## Клубная карьера
Фатих Аксой начинал свою карьеру футболиста в клубе «Бешикташ». 25 ноября 2017 года он дебютировал в турецкой Суперлиге, выйдя на замену в гостевом матче с «Ени Малатьяспором».
13 января 2019 года Аксой был отдан в аренду клубу «Сивасспор» до конца сезона 2019/20.